# Andrzej Prus
Andrzej Prus (ur. 31 października 1947 w Warszawie) – polski aktor teatralny i filmowy.

## Życiorys
Ukończył XXVII Liceum Ogólnokształcące im. Tadeusza Czackiego w Warszawie. Absolwent Wydziału Aktorskiego PWST w Warszawie z 1970 roku.
Debiutował w Teatrze Polskim w Bydgoszczy 5 listopada 1970 roku. Od 1971 roku aktor w teatrach warszawskich – Teatrze Ziemi Mazowieckiej, Teatrze Popularnym i Teatrze Szwedzka 2/4. Występował w Teatrze Dramatycznym w Płocku.
Z Teatrem Kameralnym w Siedlcach współpracował jako aktor i reżyser.
W latach 1993–2007 wykładowca w Szkole Głównej Handlowej w Warszawie (zajęcia: dykcja, emisja głosu, aktorstwo w negocjacjach).

## Teatry
- Teatr Polski w Bydgoszczy 1970–1971
- Teatr Ziemi Mazowieckiej w Warszawie 1971–1978
- Teatr Popularny w Warszawie 1978–1990
- Teatr Szwedzka 2/4 w Warszawie 1990–1992

## Ważniejsze role teatralne
- Leonard w Nie-Boskiej komedii Zygmunta Krasińskiego
- Don Sancho Ortiz w Gwieździe Sewilli Lope de Vegi
- Kirkor w Balladynie Juliusza Słowackiego
- Antyfolus z Syrakuzy w Komedii omyłek Williama Shakespeare’a
- Kenny Newquist w Małych morderstwach Jules’a Feiffera
- Albin w Ślubach panieńskich Aleksandra Fredry
- Valentine w Dwóch szlachcicach z Werony Williama Shakespeare’a
- Kapitan w Indyku Sławomira Mrożka
- Wolski w Sztukmistrzu z Lublina Isaaca Singera
- Kochanek w Ich czworo Gabrieli Zapolskiej
- Mały Smyk w Narzeczonej rozbójnika Alfreda Uhry
- Stanley Gardner w Mayday Raya Cooneya

## Filmografia
- 1974: Zaczarowane podwórko − chłopak przynoszący zaginionego kota
- 1975: Jarosław Dąbrowski − oficer rosyjski
- 1977: Polskie drogi − radiotelegrafista (odc. 8)
- 1978: Życie na gorąco − dziennikarz (odc. 9)
- 1978: Somosierra. 1808 − adiutant
- 1978: ...Gdziekolwiek jesteś panie prezydencie... − adiutant
- 1979: Tajemnica Enigmy − oficer wywiadu zatrzymujący Brochwitza (odc. 2)
- 1979: Doktor Murek
- 1980: Zamach stanu − dziennikarz na procesie brzeskim
- 1980: Sherlock Holmes i Doktor Watson
- 1980: Dzień Wisły − żołnierz niemiecki
- 1980: Dom − sierżant przyjmujący Andrzeja Talara do pracy w milicji (odc. 1)
- 1981: Najdłuższa wojna nowoczesnej Europy − sekretarz Henryka Franke (odc. 7)
- 1984: Miłość z listy przebojów
- 1987: Misja specjalna − oficer wywiadu zatrzymujący Karola Romańskiego
- 2002: Przedwiośnie − członek delegacji rządowej na polu bitwy pod Warszawą (odc. 3)
- 2003−2012: Na Wspólnej − dziekan
- 2007: Samo życie − ksiądz (odc. 872)

## Działalność społeczna
We wrześniu 1980 inicjował powstanie Komitetu Założycielskiego NSZZ „Solidarność” w Teatrze Popularnym w Warszawie. W latach 1989–1990 był Przewodniczącym Komisji Zakładowej NSZZ „Solidarność” w Teatrze Popularnym i w Teatrze Szwedzka 2/4.
W 1989 roku uczestniczył w pracach Śródmiejskiego Komitetu Obywatelskiego w Warszawie.
19 maja 1990 na zebraniu Sekcji Regionalnej NSZZ „Solidarność” Pracowników Instytucji Artystycznych, został wybrany do Prezydium tej Sekcji a także do Krajowej Sekcji Pracowników Instytucji Artystycznych.
W listopadzie 1990 wystąpił ze Związku w proteście przeciwko narastającym podziałom w NSZZ „Solidarność”.

## Odznaczenia
- Odznaka Zasłużony Działacz Kultury
- Srebrny Krzyż Zasługi

## Nagrody i wyróżnienia
- 2011 – Wyróżnienie Białej Wstążki „za nieustawanie w podejmowaniu działań przeciwko dyskryminacji i wykluczeniu oraz rzadką umiejętność uczenia innych reagowania na wszelkie przejawy przemocy"

## Życie prywatne
Ma córkę Matyldę Prus.